# Sven Jacobsson
Sven Jacobsson (17 de abril de 1914 - 9 de julho de 1983) foi um futebolista sueco. Ele competiu na Copa do Mundo FIFA de 1938, sediada na França, na qual a seleção de seu país terminou na quarta colocação.